# کی دوستم خواهند داشت
کی دوستم خواهند داشت (به انگلیسی: When Will I Be Loved) یک فیلم سینمایی درام شهوانی آمریکایی محصول سال ۲۰۰۴ به نویسندگی و کارگردانی جیمز توباک با بازی نو کمبل و مایکل مِـیلر است. این فیلم بر اساس یک فیلمنامه ۳۵ صفحه‌ای و در طول فیلمبرداریِ ۱۲ روزه خود به‌صورت بداهه‌گویی ساخته‌شد.

## داستان
زن جوانی که احساس می‌کند ارزشی برای دوست پسرش ندارد، تصمیم می‌گیرد با اشخاص دیگری ارتباط برقرار کند…